# قائم‌مقام وزیر امنیت میهن ایالات متحده
جانشین وزیر امنیت ملی ایالات‌متحده (انگلیسی: United States Deputy Secretary of Homeland Security) و مدیر عملیات وزیر امنیت ملی ایالات متحده می‌باشد. وی مسئولیت مدیریت عملیات روزانه این وزارتخانه را برعهده داشته و دارای بیش از ۲۰۸هزار پرسنل می‌باشد، بودجه سالانه آن قریب به ۴۸/۵ میلیار دلار است.